# Danmaku
Danmaku (jap.: 弾幕, dt.: „Sperrfeuer“) oder Bullet Hell ist ein Untergenre des Computerspielgenres der Shoot ’em ups. Der Spieler sieht sich hierbei oft einer Übermacht an gegnerischem Kreuzfeuer gegenüber. Die Hitbox der Spielfigur (z. B. das Raumschiff des Spielers) ist bei dieser Art von Spielen in den meisten Fällen nur wenige Pixel groß. Die Herausforderung besteht hierbei, dem Kugelhagel erfolgreich auszuweichen. Oftmals führt ein einziger Treffer bereits zum Verlust eines Versuchs.
Das Genre wurde mit der DonPachi-Reihe von Cave Mitte der 1990er-Jahre im Prinzip erfunden, auch wenn in Batsugun von Toaplan schon ähnlich große Bereiche des Bildschirms mit feindlichem Feuer bedeckt waren. Andere Quellen verweisen auf das wesentlich früher erschienene "Summer Carnival 92: Recca" als das erste Bullet Hell Spiel. In Gameplayvideos zum Spiel sind aber nur unwesentliche Bereiche des Bildschirms durch bis zu ca. 20 Kugeln bedeckt, während in neueren Danmaku Spielen wie Mushihimesama Futari praktisch der komplette Bildschirm mit hunderten von feindlichen Geschossen bedeckt ist und dem Spieler nur wenige Pixel zum Navigieren bleiben. Wahrscheinlich reichte die Rechenleistung der damalig zum Spielen üblichen Systeme noch nicht wirklich für Danmaku aus. Als mit den 32-Bit-Spielkonsolen wie der Sony PlayStation und dem Sega Saturn 3D-Spiele aufkamen und die typischerweise in 2D gehaltenen Shoot ’em ups zu verdrängen drohten hielt der Entwickler Cave dagegen, indem sie die gestiegene Leistung für zusätzliche Kugeln und Effekte innerhalb der 2D-Shoot-’em-Ups einsetzte.
Neben den vielen Kugeln zeichnen sich viele Danmaku-Shooter auch durch ein besonders komplexes Scoring-System aus. Während man in traditionellen Shoot ’em ups nur eine begrenzte Anzahl an Leben zur Verfügung hat, hat man in Danmaku-Spielen meist unbegrenzt Versuche zur Verfügung. Hier geht es nicht nur darum, mit einem einzigen Versuch zum Ende des Spiels zu gelangen, sondern vor allem auch darum – meist durch Aneinanderreihen von Abschüssen – eine möglichst hohe Punktzahl zu erreichen. Das Ableben führt jedoch zur Unterbrechung des Combo-Zählers und dem Verlust aller bisher erhaltenen Punkte und ist deshalb kaum weniger schmerzlich als in traditionellen Shoot ’em ups. Das 1CC (One Continue Clear), also das Durchspielen ohne zu sterben, bleibt dagegen meist nur wenigen Profis vorbehalten.
Bekannte Vertreter dieses Spielprinzips sind die Spiele des Touhou Project (von Team Shanghai Alice), Ikaruga, Radiant Silvergun (beide von Treasure), Crimzon Clover, Mushihimesama Futari, und die DonPachi-Reihe (beide von dem Bullet-Hell-Entwickler Cave).